# Пиерфранческо де Медичи Млади
Пиерфранчèско ди Лорèнцо де Мèдичи Млади или Пополàно (на италиански: Pierfrancesco de’ Medici; Pierfrancesco di Lorenzo de' Medici, il Giovane o il Popolano; * 1487, Флоренция, Флорентинска република; † август 1525, Вила на Медичите, Кафаджоло) е банкер и дипломат от Флорентинската република, представител на по-младата линия на Медичите, наречена Пополано (или Требио).

## Произход
Син е на Лоренцо ди Пиерфранческо де Медичи, наречен от 1494 г. Лоренцо ил Пополано (1463 – 1503), флорентински аристократ, банкер, дипломат, политически деятел на Флорентинската република, меценат, и на съпругата му Семирамида Д'Апиано Д'Арагона (1464 – 1523). По бащина линия е внук на Пиерфранческо I де Медичи Стари, банкер и политик, и на Лаудомия Ачайоли, дъщеря на флорентинския дипломат и политик Аньоло Ачайоли, а по майчина – на Якопо III Д'Апиано, княз на Пиомбино, и на Батиста Фрегозо. Роднина е на Лоренцо Великолепни, владетел на Флоренция. Има двама братя и две сестри:
- Аверардо (1488 – 1495)
- Лаудомия, от 1502 съпруга на Франческо Салвиати
- Джиневра, съпруга на Джовани дели Албици
- Винченцо

## Биография
За разлика от баща си не се посвещава на политиката. Само веднъж, през 1522 г., той е изпратен като посланик от папата. Умира на около 38-годишна възраст през 1525 г.

## Брак и потомство
∞ 1511 г. за Мария Содерини (* 7 септември 1494, Флоренция, † сл. 7 май 1550), дъщеря на Томазо Содерини, от която има двама сина и две дъщери:
- Лаудомия де Медичи (* 21 октомври 1516, † сл. 1558), ∞ 1. 1532 за Аламано Салвиати, 2. 1539 за Пиеро Строци (* 1510, Флоренция; † 21 май 1558, Тионвил), маршал на Франция, господар на Еперне, от когото има 1 син
- Лоренцино де Медичи, нар. Лоренцачо (* 22 март 1514, Флоренция; † 26 февруари 1548, Венеция, убит), политик, писател и драматург, убиец 1537 г. на братовчед си херцог Алесандро де Медичи
- Джулиано де Медичи (* ок. 1520, Флоренция; † 28 юли 1588, замък на Ориол), прави църковна кариера във Франция благодарение на подкрепата на Катерина де Медичи и е епископ на Безие (1561) и на Алби (1576), архиепископ на Екс (1574), абат на Базилика „Сен Виктор“ в Марсилия (1570);
- Мадалена де Медичи (* 8 август 1518, Флоренция; † 14 април 1583, Рим) ∞ 1. за Алмано Салвиати, 2. 1539 за Роберто Строци († 1566), барон на Колалто, от когото има 1 син и 7 дъщери.